# 마르크 페로
마르크 페로(프랑스어: Marc Ferro, 1924년 12월 24일 ~ 2021년 4월 21일)는 프랑스의 역사학자이다.

## 생애와 경력
페로는 20세기 초 유럽사를 연구했으며, 특히 러시아와 소련의 역사, 영화사를 전문으로 했다. 아버지는 이탈리아계 그리스인으로 그가 다섯 살 때 사망하였고, 어머니는 우크라이나 유대인으로 홀로코스트 당시 살해되었다.
사회과학고등연구원에서 사회과학 연구 책임자로 재직했다. 또한 프랑스의 학술지 《아날》의 공동 편집장과 《현대사 저널》의 공동 편집자를 맡았다.
나치의 부상, 레닌과 러시아 혁명, 영화에서의 역사 표현에 관한 텔레비전 다큐멘터리를 연출하고 진행하기도 했다.
페로는 2021년 4월, 96세의 나이로 메종라피트에서 코로나19 합병증으로 사망했다.

## 영예와 수상

### 영예
- 레지옹 도뇌르 훈장 기사
- 국가 공로 훈장 장교
- 학술 공로 훈장 장교
- 예술 문화 훈장 기사

### 수상
- 파리 역사영화상(프랑스, 1975년)
- 클리오상(프랑스, 1988년)
- 유럽 역사상(1994년)
- 평화상(프랑스, 2007년)
- 생시몽상(프랑스, 2011년)

### 명예 학위
- 모스크바 국립 대학교
- 보르도 몽테뉴 대학교
- 칠레 대학교

## 저서
- 《1917년 혁명》(La Révolution de 1917), 파리, 오비에 출판사, 1967
- 《1917년 혁명 제2권: 10월: 한 사회의 탄생》(La Révolution de 1917 T.2: Octobre: Naissance D'une société), 파리, 오비에 출판사, 1967(1976년 재판, 1997년 알뱅 미셸 출판사에서 재판)[한국어 번역본: 《1917년 10월 혁명: 러시아 혁명의 사회사》, 황인평 번역, 서울: 거름, 1983]
- 《대전쟁, 1914-1918》(La Grande Guerre, 1914-1918), 파리, 갈리마르, 1968(1987년 재판)
- 《영화와 역사》(Cinema et histoire), 파리, 드노엘, 1976(1993년 갈리마르에서 재판)[한국어 번역본: 《역사와 영화》, 주경철 번역, 서울: 까치, 2000]
- 《소비에트 혁명 앞의 서구》(L'Occident devant la révolution soviétique), 브뤼셀, 콤플렉스, 1980
- 《수에즈》(Suez), 브뤼셀, 콤플렉스, 1981
- 《세계 각국에서 아이들에게 역사를 어떻게 가르치는가》(Comment on raconte l'histoire aux enfants à travers le monde), 파리, 파요, 1981[한국어 번역본: 《새로운 세계사》, 박광순 번역, 서울: 범우사, 1994]
- 《감시 아래의 역사: 역사의 과학과 양심》(L'Histoire sous surveillance : science et conscience de l'histoire), 파리, 칼만-레비, 1985(1987년 갈리마르에서 재판)
- 《페탱》(Pétain), 파리, 파야르, 1987(1993년과 1994년 재판)
- 《페레스트로이카의 기원》(Les Origines de la Perestroïka), 파리, 람세, 1990
- 《니콜라이 2세》(Nicolas II), 파리, 파요, 1991
- 《제2차 세계대전에 관한 질문들》(Questions sur la Deuxième Guerre mondiale), 파리, 카스테르만, 1993
- 《식민지화의 역사, 정복에서 독립까지(13-20세기)》(Histoire des colonisations, des conquêtes aux indépendances (XIIIe-XXe siècle)), 파리, 르 쇠이, 1994
- 《인터내셔널》(L'internationale), 파리, 노에시스 출판사, 1996, ISBN 2-911606-02-7
- 《우리 아이들에게 무엇을 전해줄 것인가》(필립 자메 공저, Que transmettre à nos enfants), 파리, 르 쇠이, 2000
- 《역사의 타부》(Les Tabous de l'histoire), 파리, 닐, 2002
- 《식민주의의 검은 책》(감수, Le Livre noir du colonialisme), 파리, 로베르 라퐁, 2003[한국어 번역본: 《식민주의 흑서 상권: 16-21세기 말살에서 참회로》, 고선일 번역, 서울: 소나무, 2008]
- 《프랑스 역사》(Histoire de France), 프랑스 루아지르, 2002, ISBN 978-2744151897
- 《이슬람의 충격》(Le choc de l'Islam), 파리, 오딜 자콥, 2003
- 《영화, 역사에 대한 비전》(Le Cinéma, une vision de l'histoire), 파리, 르 셰느, 2003
- 《역사의 타부》(Les Tabous de L'Histoire), 포켓북 제11949권, 닐 출판사, 파리, 2004
- 《20세기 위기에 직면한 개인들: 익명의 역사》(Les individus face aux crises du XXe siècle : L'Histoire anonyme), 파리, 오딜 자콥, 2005
- 《역사 속의 원한》(Le ressentiment dans l' histoire), 오딜 자콥, 2007.
- 《그들은 전쟁 중인 일곱 명의 남자였다: 평행 역사》(Ils étaient sept hommes en guerre : Histoire parallèle), 로베르 라퐁, 파리, 2007
- 《지적 자서전》(Autobiographie intellectuelle), 파리, 페랭, 2011
- 《로마노프 가의 비극에 관한 진실》(La Vérité sur la tragédie des Romanov), 파리, 타이앙디에, 2012
- 《러시아인들, 한 민족의 정신》(Les Russes, l'esprit d'un peuple), 파리, 타이앙디에, 2017

- 《삶으로의 진입》(L'Entrée dans la vie), 파리, 탈랑디에, 2020